# Partido di General Paz
Il partido di General Paz è un dipartimento (partido) dell'Argentina facente parte della Provincia di Buenos Aires. Il capoluogo è Ranchos. 

## Toponimia
Il partido è intitolato al generale José María Paz, un militare argentino che combatté nelle varie guerre d'indipendenza ispanoamericane e nella guerra argentino-brasiliana.